# Superliga 1985/86
Die Saison 1985/86 war die 14. Spielzeit der Superliga, der höchsten spanischen Eishockeyspielklasse. Meister wurde zum ersten Mal überhaupt in der Vereinsgeschichte der CG Puigcerdà.

## Hauptrunde

### Modus
In der Hauptrunde absolvierte jede der vier Mannschaften insgesamt zwölf Spiele. Die drei bestplatzierten Mannschaften qualifizierten sich für die Finalrunde, in der sie auf jeden Gegner in Hin- und Rückspiel trafen, wobei die Ergebnisse aus der Hauptrunde übernommen wurden. Die beiden bestplatzierten Mannschaften der Finalrunde spielten anschließend in einem Finalspiel um den Meistertitel. Für einen Sieg erhielt jede Mannschaft zwei Punkte, bei einem Unentschieden gab es ein Punkt und bei einer Niederlage null Punkte.

### Tabelle
|    | Klub             | Sp | S  | U | N  | Tore   | Punkte |
| -- | ---------------- | -- | -- | - | -- | ------ | ------ |
| 1. | CG Puigcerdà     | 12 | 11 | 0 | 1  | 93:33  | 17     |
| 2. | CH Jaca          | 12 | 9  | 0 | 3  | 86:42  | 15     |
| 3. | CH Txuri Urdin   | 12 | 4  | 0 | 8  | 41:67  | 14     |
| 4. | CH Gel Barcelona | 12 | 0  | 0 | 12 | 31:108 | 9      |

Sp = Spiele, S = Siege, U = unentschieden, N = Niederlagen, OTS = Overtime-Siege, OTN = Overtime-Niederlage, SOS = Penalty-Siege, SON = Penalty-Niederlage

## Finalrunde
|    | Klub           | Sp | S  | U | N  | Tore   | Punkte |
| -- | -------------- | -- | -- | - | -- | ------ | ------ |
| 1. | CG Puigcerdà   | 16 | 15 | 0 | 1  | 119:43 | 30     |
| 2. | CH Jaca        | 16 | 11 | 0 | 5  | 115:57 | 22     |
| 3. | CH Txuri Urdin | 16 | 4  | 0 | 12 | 53:109 | 8      |

Sp = Spiele, S = Siege, U = unentschieden, N = Niederlagen, OTS = Overtime-Siege, OTN = Overtime-Niederlage, SOS = Penalty-Siege, SON = Penalty-Niederlage

## Finale
- CG Puigcerdà – CH Jaca 5:3